# Eos Airlines
Eos Airlines, Inc. — бывшая американская авиакомпания со штаб-квартирой в Перчисе (штат Нью-Йорк), базировавшаяся в аэропорту имени Джона Кеннеди, Нью-Йорк.
26 апреля 2008 года Eos Airlines на своём веб-сайте объявила о намерениях провести процедуру банкротства и что она прекратит пассажирские перевозки после 27 апреля того же года.

## Флот
Флот авиакомпании Eos Airlines состоял из следующих самолетов (апрель 2008 года):
- 6 Boeing 757—200

Средний возраст самолётов составлял 12,7 лет.
После прекращения деятельности перевозчика, четыре из шести его самолетов перешли в российскую чартерную авиакомпанию Nordwind Airlines.